# Латино (фильм, 1985)
«Латино» — американский военный фильм 1985 года, созданный Haskell Wexler. Он был показан в секции «Особый взгляд» на Каннском кинофестивале 1985 года. 
В 1986 году был в советском кинопрокате в дубляже.

## Сюжет
Установите в контексте Сандинистского правительства в Никарагуа и их битву с мятежниками Contra, поддерживаемыми США. Эдди Герреро (Роберт Белтран) — мексиканско-американский вьетнамский ветеринар, направленный для того, чтобы помочь спецназу США обучить мятежников «Контрас». Эдди влюбляется в местную девушку, Марлену (Аннет Чарльз). Однако, когда ее отец был убит «контрас», всё меняется.

## В ролях
- Роберт Белтран — Эдди Герреро
- Аннет Чарльз — Марлена (как Аннет Кардона)
- Америко Гонсалес — отец Малены
- Майкл Гудвин — Беккета роли
- Рикардо Лопес — Аттилы
- Гэвин МакФадьен — майора Меткалфа
- Вальтер Марин — Гилберто
- Хулио Медина — Салазара
- Хуан Карлос Ортис — сын Марлены
- Тони Плана — в роли Рубена
- Луис Торрентес — Луис